# Tour della nazionale maschile di rugby a 15 della Romania 1975
Nel 1975 la nazionale della Romania di "rugby a 15" si reca in tour in Nuova Zelanda.
| Invercargill agosto 1975 | Southland | 9 – 12 | Romania XV |  |

| agosto 1975 | North Auckland | – | Romania XV |  |

| 6 agosto 1975 | Poverty Bay | 19 – 12 | Romania XV |  |

| Timaru 27 agosto 1975 | S Canterbury | – | Romania XV |  |

| agosto 1975 | Waikato | – | Romania XV |  |